# دهستان زرینه‌رود (خدابنده)
دهستان زرینه‌رود نام دهستانی در بخش بزینه رود شهرستان خدابنده، استان زنجان در ایران است. براساس سرشماری مرکز آمار ایران در سال ۱۳۹۵، جمعیت آن ۲۲۰۰۰ نفر (۳۲۵۸ خانوار) بوده‌است.